# Ribatejo (Film)
Ribatejo ist ein portugiesisches Filmdrama des Regisseurs Henrique Campos aus dem Jahr 1949. Mit seinen komödiantischen Anteilen lehnte sich der Film auch an die erfolgreichen Comédias portuguesas der Zeit an.

## Handlung
Die junge Belinha erbt die Quinta Vilar do Tejo, auf der ihr Vater eine Rinderzucht betrieb. Um den Willen ihres Vaters zu erfüllen, führt sie sein Werk fort und ernennt den talentierten António an dessen 21. Geburtstag zum Vorarbeiter für die Stierzucht, wie es ihr Vater vorgesehen hat. Das jedoch löst Diskussionen unter den Arbeitern der Quinta aus.
Miguel, der Vorgänger Antónios, und Fernando, der durchtriebene Verwalter der Quinta und Anwärter auf Belinhas Hand, denken sich nun einen Plan aus, um António wieder loszuwerden. António und Miguel geraten in der Folge innerhalb und außerhalb von Stierkampfarenen aneinander, und die Gemüter erhitzen sich.
Doch die unredlichen Absichten der zwei Verschwörer werden bald von den Menschen durchschaut.

## Rezeption
Der Film feierte am 13. September 1949 im Lissabonner Teatro São Luiz Premiere.
Ribatejo war der zweite Film des Regisseurs, der in seiner Heimatregion Ribatejo spielt. Die Region, von Viehzucht und großen landwirtschaftlichen Betrieben geprägt, ist seit je her auch für die Pferde- und Stierzucht für den Stierkampf bekannt. Der Film steht damit in einer Tradition von Filmen, die gelegentlich als „portugiesische Western“ bezeichnet werden. Mit den klassischen Western gemein haben sie das Bild des maskulinen und traditionsverhafteten Cowboys, die Beziehung zu Pferd- und Rinderzucht und das Motiv der weiten Landschaft, die Freiheit und Gesetzlosigkeit gleichermaßen verheißt. Zwar überbetonen auch die Ribatejo-Filme maskuline und feminine Stereotype, doch unterscheiden sie sich deutlich in ihrer Betonung der regionalen Identität, die von einer archaischen Verbundenheit zu Landwirtschaft und Viehzucht und der spezifischen Landschaft und Folklore geprägt ist. Dazu verherrlichen die Filme aus der Hochzeit der klerikalfaschistischen Estado Novo-Diktatur der 1930er bis 1950er Jahre besonders das Bild des moralisch integren Bürgers, der Anstand, Tradition und sozialen Frieden verteidigt.
Dieser Film Campos’ entsprach dabei ganz besonders der Linie der Propaganda und gilt als das am stärksten ideologisch eingefärbte Werk des Regisseurs. Das versöhnliche Ende mit einer traditionstreuen und am Ende stets einigen Bevölkerung entsprach ebenso den Vorstellungen des Regimes, wie das kritiklose Festhalten aller Beteiligten an den gegebenen, trotz aller Ungleichheit als rechtmäßig akzeptierten Hierarchien.
Ribatejo überzeugte die Kritik nur in Teilen. Die überwiegend überzeugenden Darstellerleistungen sah sie hier häufig durch zu holzschnittartig angelegte Charaktere vom relativ einfallslosen Drehbuch eingeschränkt. Die komödiantischen Szenen galten dank des erfahrenen und populären Vasco Santana und der beliebten volkstümlichen Fado-Sängerin Hermínia Silva als gelungen, doch wurde der Film insgesamt als nicht durchgehend handwerklich gut und wenig einfallsreich eingeschätzt, insbesondere durch die zeitübergreifende Kritik.
Der Film wurde nach Restauration durch die Cinemateca Portuguesa mehrmals von Lusomundo wiederveröffentlicht, zunächst als VHS-Kaufkassette und seit 2005 als DVD.